# 被角樱蛤
是帘蛤目樱蛤科角樱蛤属的一种。主要分布于越南、韩国、中国大陆、台湾，常栖息在潮间带至潮下带50米。